# Vicanite-(Ce)
La vicanite-(Ce) è un minerale.